# Mala flora Slovenije
Mala flora Slovenije (s podnaslovom Ključ za določanje praprotnic in semenk) je slovenski priročnik za identifikacijo praprotnic in višjih rastlin, ki rastejo na ozemlju Slovenije. Prva izdaja je izšla leta 1969, trenutna pa je četrta, ki je izšla pri Tehniški založbi Slovenije leta 2007. Pri slednji so sodelovali avtorji Andrej Martinčič, Tone Wraber, Nejc Jogan, Andrej Podobnik, Boris Turk, Branko Vreš, Vlado Ravnik, Božo Frajman, Simona Strgulc Krajšek, Branka Trčak, Tinka Bačič, Manfred A. Fischer, Klemen Eler in Boštjan Surina. Urednik je Andrej Martinčič, ki je taksonomsko obdelal tudi največji del flore, večina ilustracij je delo Vlada Ravnika.
Knjiga je sestavljena iz dveh delov: na začetku je dihotomni ključ do vključno družin, v nadaljevanju pa je obdelana vsaka družina posebej z dihotomnimi ključi do nivoja vrst in podvrst. Rodovi, vrste in podvrste so podrobneje opisani s fizičnimi značilnostmi predstavnikov, razširjenostjo in rastiščem, novost v četrti izdaji pa je še varstveni status iz trenutno veljavnega slovenskega Rdečega seznama. Skupaj navaja četrta izdaja 3452 vrst in podvrst, od tega 3119 po mnenju avtorjev avtohtonih ali naturaliziranih, ostale pa so tujerodne.

## Pregled izdaj
- Martinčič A. (ur.) (1969). Mala flora Slovenije, 1. izdaja. Ljubljana: Cankarjeva založba, 515 str. (COBISS)
- Martinčič A. (ur.) (1984). Mala flora Slovenije, 2. izdaja. Ljubljana: Državna založba Slovenije, 793 str. (COBISS)
- Martinčič A. s sod. (1999). Mala flora Slovenije (3. izdaja). Ljubljana: Tehniška založba Slovenije. str. 845. COBISS 99439616. ISBN 86-365-0300-0.
- Martinčič A. (ur.) (2007). Mala flora Slovenije, 4. izdaja. Ljubljana: Tehniška založba Slovenije, 967 str. ISBN 978-961-251-026-8. (COBISS)